# The Murder Murder Kill Kill
| Оценки критиков     | Оценки критиков |
| Источник            | Оценка          |
| ------------------- | --------------- |
| HipHopDX            | 3.5 из 5        |
| New Musical Express | [ 2 ]           |

The Murder Murder Kill KIll EP — мини-альбом американского рэпера Некро, выпущенный 31 июля 2012 года на собственном независимом лейбле Psycho+Logical-Records. Сам рэпер, выступивший музыкальным и исполнительным продюсером проекта, называет его «двойным мини-альбомом» из-за того, что в нём находится 15 композиций, что нехарактерно для такого формата. Список композиций поделён на пять частей по три песни в каждой. Приглашёнными гостями выступили Kool G Rap и М-р Хайд.
Свой стиль альбома Некро называет «брутальным хип-хопом». Наряду с датой релиза The Murder Murder Kill Kill EP, артист также анонсировал работу над совместной пластинкой с американским рэпером Kool G Rap в рамках коллаборационного проекта «The Godfathers». Их совместный студийный альбом «Once Upon A Crime» вышел в свет 19 ноября 2013.

## Список композиций
| №  | Название                              | Длительность |
| -- | ------------------------------------- | ------------ |
| 1. | «Toxsik Waltz»                        | 3:02         |
| 2. | «The System» (при участии Kool G Rap) | 2:40         |
| 3. | «Trust Nobody»                        | 2:20         |

| №  | Название                        | Длительность |
| -- | ------------------------------- | ------------ |
| 4. | «Gore!» (при участии М-р Хайд)  | 2:56         |
| 5. | «Sharon's Fetus (The Pre-Kill)» | 3:23         |
| 6. | «Schizophrenia»                 | 3:30         |

| №  | Название             | Длительность |
| -- | -------------------- | ------------ |
| 7. | «Tough Jew»          | 1:23         |
| 8. | «Rabbi Holding Guns» | 1:09         |
| 9. | «For The Streets»    | 3:44         |

| №   | Название                | Длительность |
| --- | ----------------------- | ------------ |
| 10. | «I'm Like Howard Stern» | 3:45         |
| 11. | «Kid Joe Anthem»        | 2:35         |
| 12. | «Rock The Kazbah»       | 2:34         |

| №                   | Название                | Длительность |
| ------------------- | ----------------------- | ------------ |
| 13.                 | «Raw Talent»            | 2:06         |
| 14.                 | «Squirt»                | 2:19         |
| 15.                 | «Porn Game Crucifixion» | 2:57         |
| Общая длительность: | Общая длительность:     | 40:23        |